# Combat de Mainbourg
Première Coalition
Batailles
Le combat de Mainbourg eut lieu le 21 fructidor an IV (7 septembre 1796) durant la campagne de la Première Coalition, entre les troupes républicaines et les troupes du Saint-Empire.

## Préambule
Début septembre 1796, l'armée de Rhin et Moselle s'avance avec facilité en Bavière, alors que les armées de Sambre-et-Meuse et d'Italie, pressant également les Autrichiens sur le Rhin et l'Adige, ne permirent pas à l'Empereur François Ier d'opposer aux Français des forces supérieures sur aucun point.

## Le combat
Le 7 septembre 1796, près de Mainbourg eut lieu un combat d'avant-garde, ou les troupes françaises délogèrent les troupes du Saint-Empire de leurs positions.

## Bilan
Les Français firent 450 prisonniers et prirent 1 canon.